# سانیا مالهوترا
سانیا مالهوترا (انگلیسی: Sanya Malhotra؛ زادهٔ ۲۵ فوریهٔ ۱۹۹۲) هنرپیشه اهل هند است.
از فیلم‌ها یا برنامه‌های تلویزیونی که وی در آن نقش داشته‌است می‌توان به دانگال اشاره کرد.

## فیلم‌شناسی
| سال  | نام فیلم       | نقش           | توضیحات                      |
| ---- | -------------- | ------------- | ---------------------------- |
| ۲۰۱۶ | دانگال         | بابیتا کوماری |                              |
| ۲۰۱۷ | فوق ستاره مخفی | —             | رقصنده در آهنگ "Sexy Baliye" |
| ۲۰۱۸ | ترقه           | گندا کوماری   |                              |
| ۲۰۱۸ | مبارک باشه     | رنه شارما     |                              |
| ۲۰۱۹ | عکاس           | میلونی        |                              |
| ۲۰۲۰ | شاکونتالا دوی  |               |                              |
| ۲۰۲۰ | منچ            |               |                              |
| ۲۰۲۲ | خوابگاه عشق    |               |                              |
| ۲۰۲۳ | جوان           |               |                              |
| ۲۰۲۳ | کاتال          |               |                              |
| ۲۰۲۳ | سام بهادر      |               |                              |